# Campionati del mondo di ciclismo su pista - Velocità maschile Dilettanti
La velocità maschile Dilettanti era una delle prove inserite nel programma dei campionati del mondo di ciclismo su pista. Aperta alla categoria Dilettanti, fu parte del programma dei campionati dal 1893 al 1992.
Le prove del 1972, 1976, 1980, 1984, 1988 e 1992 non vennero inserite nel programma dei campionati del mondo, ma si tennero unicamente durante i Giochi olimpici. Dal 1993, complice la fusione delle categorie Professionisti e Dilettanti nella categoria Open, la prova è stata abolita.

## Albo d'oro
Aggiornato all'edizione 1992.
| Anno    | Vincitore                                           | Secondo                                             | Terzo                                               |
| ------- | --------------------------------------------------- | --------------------------------------------------- | --------------------------------------------------- |
| 1893    | Arthur Zimmerman                                    | John Johnson                                        | Julian Pye Bliss                                    |
| 1894    | August Lehr                                         | Jaap Eden                                           | William Broadbridge                                 |
| 1895    | Jaap Eden                                           | Christian Ingemann                                  | Jean Schaaf                                         |
| 1896    | Harry Reynolds                                      | Edwin Schraeder                                     | Charles Guillaumet                                  |
| 1897    | Edwin Schraeder                                     | W.P. Fawcett                                        | Harry Reynolds                                      |
| 1898    | Paul Albert                                         | Ludwig Opel                                         | Thomas Summersgill                                  |
| 1899    | Thomas Summersgill                                  | Earl Peebody                                        | John Caldow                                         |
| 1900    | Alphonse Didier-Nauts                               | John Henry Lake                                     | Ferdinand Vasserot                                  |
| 1901    | Emile Maitrot                                       | Rudolph Vejtruba                                    | Heinrich Struth                                     |
| 1902    | Charles Piard                                       | Léon Delaborde                                      | Orla Nord                                           |
| 1903    | Arthur Reed                                         | Jimmy Benyon                                        | Carl Helleman                                       |
| 1904    | Marcus Hurley                                       | Arthur Reed                                         | Jimmy Benyon                                        |
| 1905    | Jimmy Benyon                                        | Harald Donald Buck                                  | Eugène Debognies                                    |
| 1906    | Francesco Verri                                     | Emile Delage                                        | Daniel Rondelli                                     |
| 1907    | Jean Devoissoux                                     | Alexandre Auffray                                   | Camille Avrillon                                    |
| 1908    | Victor Johnson                                      | Benjamin Jones                                      | Émile Demangel                                      |
| 1909    | William Bailey                                      | Karl Neumer                                         | Maurice Schilles                                    |
| 1910    | William Bailey                                      | Karl Neumer                                         | Paul Texier                                         |
| 1911    | William Bailey                                      | Angelo Feroci                                       | Guido Gasparinetti                                  |
| 1912    | Donald McDougall                                    | Harry Kaiser                                        | James Diver                                         |
| 1913    | William Bailey                                      | Harry Ryan                                          | Christel Rode                                       |
| 1914-19 | non disputati a causa della prima guerra mondiale   | non disputati a causa della prima guerra mondiale   | non disputati a causa della prima guerra mondiale   |
| 1920    | Maurice Peeters                                     | Thomas Johnson                                      | Gerald Halpin                                       |
| 1921    | Henry Brask Andersen                                | Erik Kjeldsen                                       | Johan Normann                                       |
| 1922    | Thomas Johnson                                      | Maurice Peeters                                     | William Anthony Ormston                             |
| 1923    | Lucien Michard                                      | Antoine Mazairac                                    | Gerard van Drakestein                               |
| 1924    | Lucien Michard                                      | Lucien Faucheux                                     | Henry Fuller                                        |
| 1925    | Jaap Meyer                                          | Antoine Mazairac                                    | Bernardus Leene                                     |
| 1926    | Avanti Martinetti                                   | Léon Galvaing                                       | Antoine Mazairac                                    |
| 1927    | Mathias Engel                                       | Willy Falck Hansen                                  | Peter Steffes                                       |
| 1928    | Willy Falck Hansen                                  | Roger Beaufrand                                     | Jack Standen                                        |
| 1929    | Antoine Mazairac                                    | Sydney Cozens                                       | Willy Gervin                                        |
| 1930    | Louis Gérardin                                      | Sydney Cozens                                       | Bruno Pellizzari                                    |
| 1931    | Helger Harder                                       | Willy Gervin                                        | Anker Meyer-Andersen                                |
| 1932    | Albert Richter                                      | Nino Mozzo                                          | Franz Dusika                                        |
| 1933    | Jacobus van Egmond                                  | Roland Ulrich                                       | Anker Meyer-Andersen                                |
| 1934    | Benedetto Pola                                      | Arie van Vliet                                      | Christian Lente                                     |
| 1935    | Toni Merkens                                        | Arie van Vliet                                      | Johan van der Vijver                                |
| 1936    | Arie van Vliet                                      | Pierre Georget                                      | Henri Collard                                       |
| 1937    | Johan van der Vijver                                | Pierre Georget                                      | Hendrik Ooms                                        |
| 1938    | Johan van der Vijver                                | Bruno Loatti                                        | Jan Derkens                                         |
| 1939    | Jan Derkens                                         | Italo Astolfi                                       | Gerhard Purann                                      |
| 1940-45 | non disputati a causa della seconda guerra mondiale | non disputati a causa della seconda guerra mondiale | non disputati a causa della seconda guerra mondiale |
| 1946    | Oskar Plattner                                      | Axel Schandorf                                      | Cornelis Byster                                     |
| 1947    | Reg Harris                                          | Cornelis Byster                                     | Henri Sensever                                      |
| 1948    | Mario Ghella                                        | Axel Schandorf                                      | Reg Harris                                          |
| 1949    | Sydney Patterson                                    | Jacques Bellenger                                   | John Held                                           |
| 1950    | Maurice Verdeun                                     | Pierre Even                                         | Johannes Hijzelendoorn                              |
| 1951    | Enzo Sacchi                                         | Russell Mockridge                                   | Marino Morettini                                    |
| 1952    | Enzo Sacchi                                         | Marino Morettini                                    | Cyril Peacock                                       |
| 1953    | Marino Morettini                                    | Cesare Pinarello                                    | Werner Potzernheim                                  |
| 1954    | Cyril Peacock                                       | John Tressider                                      | Roger Gaignard                                      |
| 1955    | Giuseppe Ogna                                       | Jorge Batiz                                         | John Tressider                                      |
| 1956    | Michel Rousseau                                     | Jorge Batiz                                         | Guglielmo Pesenti                                   |
| 1957    | Michel Rousseau                                     | Guglielmo Pesenti                                   | Valentino Gasparella                                |
| 1958    | Valentino Gasparella                                | Sante Gaiardoni                                     | Richard Ploog                                       |
| 1959    | Valentino Gasparella                                | Sante Gaiardoni                                     | André Gruchet                                       |
| 1960    | Sante Gaiardoni                                     | Léo Sterckx                                         | David Handley                                       |
| 1961    | Sergio Bianchetto                                   | Giuseppe Beghetto                                   | Ron Baensch                                         |
| 1962    | Sergio Bianchetto                                   | Giuseppe Beghetto                                   | Pierre Trentin                                      |
| 1963    | Patrick Sercu                                       | Sergio Bianchetto                                   | Pierre Trentin                                      |
| 1964    | Pierre Trentin                                      | Daniel Morelon                                      | Sergio Bianchetto                                   |
| 1965    | Omar Pkhak'adze                                     | Giordano Turrini                                    | Daniel Morelon                                      |
| 1966    | Daniel Morelon                                      | Pierre Trentin                                      | Omar Pkhak'adze                                     |
| 1967    | Daniel Morelon                                      | Pierre Trentin                                      | Luigi Borghetti                                     |
| 1968    | Luigi Borghetti                                     | Niels Fredborg                                      | Robert Van Lancker                                  |
| 1969    | Daniel Morelon                                      | Omar Pkhak'adze                                     | Peder Pedersen                                      |
| 1970    | Daniel Morelon                                      | Peder Pedersen                                      | Gérard Quintyn                                      |
| 1971    | Daniel Morelon                                      | Sergej Kravcov                                      | Ivan Kucirek                                        |
| 1972    | prova disputata ai Giochi della XX Olimpiade        | prova disputata ai Giochi della XX Olimpiade        | prova disputata ai Giochi della XX Olimpiade        |
| 1973    | Daniel Morelon                                      | Anatolij Lablunowski                                | Giorgio Rossi                                       |
| 1974    | Anton Tkáč                                          | Sergej Kravcov                                      | Giorgio Rossi                                       |
| 1975    | Daniel Morelon                                      | Giorgio Rossi                                       | Emmanuel Raasch                                     |
| 1976    | prova disputata ai Giochi della XXI Olimpiade       | prova disputata ai Giochi della XXI Olimpiade       | prova disputata ai Giochi della XXI Olimpiade       |
| 1977    | Hans-Jürgen Geschke                                 | Emmanuel Raasch                                     | Lutz Heßlich                                        |
| 1978    | Anton Tkáč                                          | Emmanuel Raasch                                     | Christian Dresscher                                 |
| 1979    | Lutz Heßlich                                        | Emmanuel Raasch                                     | Christian Dresscher                                 |
| 1980    | prova disputata ai Giochi della XXII Olimpiade      | prova disputata ai Giochi della XXII Olimpiade      | prova disputata ai Giochi della XXII Olimpiade      |
| 1981    | Sergej Kopylov                                      | Lutz Heßlich                                        | Detlef Uibel                                        |
| 1982    | Sergej Kopylov                                      | Lutz Heßlich                                        | Emzar Gulashvili                                    |
| 1983    | Lutz Heßlich                                        | Sergej Kopylov                                      | Michael Hübner                                      |
| 1984    | prova disputata ai Giochi della XXIII Olimpiade     | prova disputata ai Giochi della XXIII Olimpiade     | prova disputata ai Giochi della XXIII Olimpiade     |
| 1985    | Lutz Heßlich                                        | Michael Hübner                                      | Ralf-Gudo Kuschy                                    |
| 1986    | Michael Hübner                                      | Lutz Heßlich                                        | Ralf-Gudo Kuschy                                    |
| 1987    | Lutz Heßlich                                        | Bill Huck                                           | Michael Hübner                                      |
| 1988    | prova disputata ai Giochi della XXIV Olimpiade      | prova disputata ai Giochi della XXIV Olimpiade      | prova disputata ai Giochi della XXIV Olimpiade      |
| 1989    | Bill Huck                                           | Michael Hübner                                      | Nikolaj Kovš                                        |
| 1990    | Bill Huck                                           | Curtis Harnett                                      | Jens Fiedler                                        |
| 1991    | Jens Fiedler                                        | Bill Huck                                           | Gary Neiwand                                        |
| 1992    | prova disputata ai Giochi della XXV Olimpiade       | prova disputata ai Giochi della XXV Olimpiade       | prova disputata ai Giochi della XXV Olimpiade       |

## Medagliere
| Pos.   | Nazione          | Oro | Argento | Bronzo | Totale |
| ------ | ---------------- | --- | ------- | ------ | ------ |
| 1      | Francia          | 17  | 14      | 16     | 47     |
| 2      | Italia           | 14  | 14      | 9      | 37     |
| 3      | Regno Unito      | 11  | 9       | 9      | 29     |
| 4      | Paesi Bassi      | 9   | 7       | 8      | 24     |
| 5      | Germania Est     | 8   | 10      | 9      | 27     |
| 6      | Germania         | 6   | 3       | 7      | 16     |
| 7      | Danimarca        | 4   | 9       | 7      | 20     |
| 8      | Unione Sovietica | 3   | 5       | 3      | 11     |
| 9      | Stati Uniti      | 3   | 4       | 3      | 10     |
| 10     | Belgio           | 2   | 1       | 2      | 5      |
| 11     | Cecoslovacchia   | 2   | 0       | 1      | 1      |
| 12     | Australia        | 1   | 2       | 6      | 9      |
| 13     | Irlanda          | 1   | 0       | 1      | 2      |
| 14     | Svizzera         | 1   | 0       | 0      | 12     |
| 15     | Argentina        | 0   | 2       | 0      | 1      |
| 16     | Canada           | 0   | 1       | 0      | 3      |
| 16     | Boemia           | 0   | 1       | 0      | 1      |
| 18     | Austria          | 0   | 0       | 1      | 1      |
| Totale | Totale           | 82  | 82      | 82     | 246    |